# How We Live
How We Live var en brittisk musikgrupp bestående av sångaren, låtskrivaren och klaviaturspelaren Steve Hogarth och gitarristen och låtskrivaren Colin Woore.

## Biografi
How We Live bildades 1985 av Hogarth och Woore, avhoppade från bandet The Europeans. Under de sista månaderna som medlemmar i The Europeans hade de skrivit tillsammans, och upptäckt att de kompletterade varandra väl. De kontrakterades av CBS och började spela in i Peter Gabriels studio i Bath.  Den första singeln var Hogarths självbiografiska "Working Town" som släpptes 7 juli 1986. Albumet Dry Land släpptes i januari 1987, producerat av David Lord. Nästa singel "All The Time in the World" misslyckades med att nå topplistorna. En förnyad lansering gjordes, men blev inte heller den uppmärksammad. Försäljningsframgångarna uteblev även för de två kommande singlarna "Working Girl" och "Games in Germany".
Material fanns för ett andra album, men bandets medlemmar kom i konflikt med skivbolagets ledning. Ömsesidig brist på förtroende led så småningom till att CBS rev kontraktet 1988. Kort därefter skickade Steve Hogarths agent en inspelning med honom till det brittiska neo-progressiva rockbandet Marillion, som stod utan sångare efter tidigare frontmannen Fishs avhopp 1988. Marillion gav ut sin första skiva Seasons End med Hogarth som ny frontman 1989.

## Diskografi
Studioalbum
- Dry Land (1987)

Singlar
- "Working Town" / "India" (1986)
- "All The Time In The World" / "Lost At Sea" (1986)
- "Working Girl" / "In The City" / "English Summer" (1987)
- "Games In Germany" / "Lost At Sea" (1987)